# Jugoslaviens fodboldlandshold
Jugoslaviens fodboldlandshold var det nationale fodboldhold i Jugoslavien, og landsholdet blev administreret af Fudbalski Savez Jugoslavije. Holdet deltog i VM otte gange og i EM fire gange.

Jugoslaviens sidste kvalifikationskamp var mod Østrig som de vandt 0-2. På grund af borgerkrig og uroligheder i landet, fik Jugoslavien ikke lov til at deltage til Europamesterskabet, (og andre mesterskaber og OL) og dermed fik Danmark deres plads (som slet ikke havde kvalificeret sig).

## Deltagelse ved VM
Holdet deltog ved VM i 1930, hvor holdt opnåede en bronzemedalje, hvilket er den bedste præstation ved et VM.
Holdet deltog i i alt 8 VM-turneringer inden Jugoslavien ophørte som nation.

## Deltagelse ved EM
Holdet har deltaget ved EM fire gange, første gang i 1960. Holdet opnåede sølv to gange; i 1960 og 1968.
Ved 1984 tabte holdet alle tre kampe med sammenlagt 2-10. Ved turneringen tabte holdet 0-5 til Danmark.

## OL
Jugoslaviens bedste resultater ved de Olympiske Lege er to sølvmedaljer ved OL i 1948 og OL i 1952.
| Fodbold | Spire Denne artikel om et fodboldlandshold er en spire som bør udbygges. Du er velkommen til at hjælpe Wikipedia ved at udvide den. |

|  | Infoboks uden skabelon Denne artikel har en infoboks dannet af en tabel eller tilsvarende. |